# Lista siturilor arheologice din județul Buzău - M
Lista siturilor arheologice din județul Buzău - M conține toate siturile arheologice din județul Buzău înscrise în Repertoriul Arheologic Național (RAN) și aflate în localități al căror nume începe cu litera M. RAN este administrat de Ministerul Culturii și Patrimoniului Național și cuprinde date științifice, cartografice, topografice, imagini și planuri, precum și orice alte informații privitoare la zonele cu potențial arheologic, studiate sau nu, încă existente sau dispărute.
Puteți căuta un sit din localitățile care încep cu litera M folosind formularul de mai jos sau puteți naviga prin toate siturile din județ la Lista siturilor arheologice din județul Buzău.
| Cod RAN                                  | Denumire | Localitate                                | Adresă                 | Datare                                             | Descoperit | Coordonate | Imagine           | Erori            |
| ---------------------------------------- | --- | ----------------------------------------- | ---------------------- | -------------------------------------------------- | ---------- | ---------- | ----------------- | ---------------- |
| 45511.01.01                              | Necropola eneolitică de la Mitropolia - "Movila Mitropolia" / ansamblu anonim (Categorie: descoperire funerară) (Tip: Necropolă)          | sat Mitropolia, comuna Brădeanu           | Movila Mitropolia      |                                                    |            |            | Încărcați imagine | Raportați eroare |
| 47587.04.01                              | Necropola neolitică de la Mihăilești - "Movila lui Mișu" / ansamblu anonim (Categorie: descoperire funerară) (Tip: Necropolă)             | sat Mihăilești, comuna Mihăilești         | Movila lui Mișu        |                                                    |            |            | Încărcați imagine | Raportați eroare |
| 47587.03.01                              | Necropola din epoca migrațiilor de la Mihăilești - "Movila la Balta" / ansamblu anonim (Categorie: descoperire funerară) (Tip: Necropolă) | sat Mihăilești, comuna Mihăilești         | Movila la Balta        |                                                    |            |            | Încărcați imagine | Raportați eroare |
| 47587.02.01                              | Necropola de la Mihăilești - "Movilele Mihăilești" / ansamblu anonim (Categorie: descoperire funerară) (Tip: Necropolă)                   | sat Mihăilești, comuna Mihăilești         | Movilele Mihăilești    |                                                    |            |            | Încărcați imagine | Raportați eroare |
| 47587.02.02                              | Necropola de la Mihăilești - "Movilele Mihăilești" / ansamblu anonim (Categorie: descoperire funerară) (Tip: Necropolă)                   | sat Mihăilești, comuna Mihăilești         | Movilele Mihăilești    |                                                    |            |            | Încărcați imagine | Raportați eroare |
| 47587.01.01                              | Necropola neolitică de la Mihăilești / ansamblu anonim (Categorie: descoperire funerară) (Tip: Necropolă)                                 | sat Mihăilești, comuna Mihăilești         |                        |                                                    |            |            | Încărcați imagine | Raportați eroare |
| 47783.03.01                              | Situl arheologic de la Movila Banului - "Movila Mare" / ansamblu anonim (Categorie: locuire) (Tip: Așezare)                               | sat Movila Banului, comuna Movila Banului | Movila Mare            |                                                    |            |            | Încărcați imagine | Raportați eroare |
| 47783.03.02                              | Situl arheologic de la Movila Banului - "Movila Mare" / ansamblu anonim (Categorie: locuire) (Tip: Necropolă)                             | sat Movila Banului, comuna Movila Banului | Movila Mare            |                                                    |            |            | Încărcați imagine | Raportați eroare |
| 47783.03.03                              | Situl arheologic de la Movila Banului - "Movila Mare" / ansamblu anonim (Categorie: locuire) (Tip: Așezare)                               | sat Movila Banului, comuna Movila Banului | Movila Mare            | mil. I                                             |            |            | Încărcați imagine | Raportați eroare |
| 47783.03.04                              | Situl arheologic de la Movila Banului - "Movila Mare" / ansamblu anonim (Categorie: locuire) (Tip: Necropolă)                             | sat Movila Banului, comuna Movila Banului | Movila Mare            | mil. I                                             |            |            | Încărcați imagine | Raportați eroare |
| 47783.02.01                              | Situl arheologic de la Movila Banului - "Movila Banului" / ansamblu anonim (Categorie: locuire civilă) (Tip: Așezare)                     | sat Movila Banului, comuna Movila Banului | Movila Banului         |                                                    |            |            | Încărcați imagine | Raportați eroare |
| 47783.02.02                              | Situl arheologic de la Movila Banului - "Movila Banului" / ansamblu anonim (Categorie: locuire civilă) (Tip: Așezare)                     | sat Movila Banului, comuna Movila Banului | Movila Banului         | sec. II - III                                      |            |            | Încărcați imagine | Raportați eroare |
| 47783.02.03                              | Situl arheologic de la Movila Banului - "Movila Banului" / ansamblu anonim (Categorie: locuire civilă) (Tip: Așezare)                     | sat Movila Banului, comuna Movila Banului | Movila Banului         |                                                    |            |            | Încărcați imagine | Raportați eroare |
| 47783.02.04                              | Situl arheologic de la Movila Banului - "Movila Banului" / ansamblu anonim (Categorie: locuire civilă) (Tip: Așezare)                     | sat Movila Banului, comuna Movila Banului | Movila Banului         |                                                    |            |            | Încărcați imagine | Raportați eroare |
| 47783.01.01                              | Necropola de la Movila Banului - "Movila Cuira" / ansamblu anonim (Categorie: descoperire funerară) (Tip: Necropolă)                      | sat Movila Banului, comuna Movila Banului | Movila Cuira           |                                                    |            |            | Încărcați imagine | Raportați eroare |
| 47783.01.02                              | Necropola de la Movila Banului - "Movila Cuira" / ansamblu anonim (Categorie: descoperire funerară) (Tip: Necropolă)                      | sat Movila Banului, comuna Movila Banului | Movila Cuira           | mil. I                                             |            |            | Încărcați imagine | Raportați eroare |
| 47970.03.01                              | Situl arheologic din epoca bronzului de la Mlăjet - "La Balastieră" / ansamblu anonim (Categorie: locuire) (Tip: Așezare)                 | sat Mlăjet, oraș Nehoiu                   | La Balastieră          |                                                    |            |            | Încărcați imagine | Raportați eroare |
| 47970.03.02                              | Situl arheologic din epoca bronzului de la Mlăjet - "La Balastieră" / ansamblu anonim (Categorie: locuire) (Tip: Necropolă)               | sat Mlăjet, oraș Nehoiu                   | La Balastieră          |                                                    |            |            | Încărcați imagine | Raportați eroare |
| 47970.03.03                              | Situl arheologic din epoca bronzului de la Mlăjet - "La Balastieră" / ansamblu anonim (Categorie: locuire) (Tip: Necropolă)               | sat Mlăjet, oraș Nehoiu                   | La Balastieră          |                                                    |            |            | Încărcați imagine | Raportați eroare |
| 47970.03.04                              | Situl arheologic din epoca bronzului de la Mlăjet - "La Balastieră" / ansamblu anonim (Categorie: locuire) (Tip: Așezare)                 | sat Mlăjet, oraș Nehoiu                   | La Balastieră          |                                                    |            |            | Încărcați imagine | Raportați eroare |
| 47970.02.01                              | Situl arheologic de la Mlăjet / ansamblu anonim (Categorie: descoperire funerară) (Tip: Necropolă)                                        | sat Mlăjet, oraș Nehoiu                   |                        |                                                    |            |            | Încărcați imagine | Raportați eroare |
| 47970.02.02                              | Situl arheologic de la Mlăjet / ansamblu anonim (Categorie: descoperire funerară) (Tip: Necropolă)                                        | sat Mlăjet, oraș Nehoiu                   |                        | sec. XI - XII                                      |            |            | Încărcați imagine | Raportați eroare |
| 48888.01.01                              | Situl arheologic de la Măcrina - "Movila Măcrina" / ansamblu anonim (Categorie: locuire civilă) (Tip: Așezare)                            | sat Măcrina, comuna Puiești               | Movila Măcrina         | sec. IV                                            |            |            | Încărcați imagine | Raportați eroare |
| 48888.01.02                              | Situl arheologic de la Măcrina - "Movila Măcrina" / ansamblu anonim (Categorie: locuire civilă) (Tip: Așezare)                            | sat Măcrina, comuna Puiești               | Movila Măcrina         |                                                    |            |            | Încărcați imagine | Raportați eroare |
| 49224.02.01                              | Situl arheologic de la Mătești - "La biserică" / ansamblu anonim (Categorie: locuire civilă) (Tip: Așezare)                               | sat Mătești, comuna Săpoca                |                        |                                                    |            |            | Încărcați imagine | Raportați eroare |
| 49224.02.02                              | Situl arheologic de la Mătești - "La biserică" / ansamblu anonim (Categorie: locuire civilă) (Tip: Așezare)                               | sat Mătești, comuna Săpoca                |                        | sec. XVII-XVIII                                    |            |            | Încărcați imagine | Raportați eroare |
| 49224.01.01                              | Situl arheologic de la Mătești - "Movila Mătești" / ansamblu anonim (Categorie: locuire) (Tip: Așezare)                                   | sat Mătești, comuna Săpoca                | Movila Mătești         |                                                    |            |            | Încărcați imagine | Raportați eroare |
| 49224.01.02                              | Situl arheologic de la Mătești - "Movila Mătești" / ansamblu anonim (Categorie: locuire) (Tip: Necropolă)                                 | sat Mătești, comuna Săpoca                | Movila Mătești         |                                                    |            |            | Încărcați imagine | Raportați eroare |
| 49224.01.03                              | Situl arheologic de la Mătești - "Movila Mătești" / ansamblu anonim (Categorie: locuire) (Tip: Așezare)                                   | sat Mătești, comuna Săpoca                | Movila Mătești         |                                                    |            |            | Încărcați imagine | Raportați eroare |
| 49224.01.04                              | Situl arheologic de la Mătești - "Movila Mătești" / ansamblu anonim (Categorie: locuire) (Tip: Necropolă)                                 | sat Mătești, comuna Săpoca                | Movila Mătești         |                                                    |            |            | Încărcați imagine | Raportați eroare |
| 50344.01.01                              | Așezarea Monteoru de la Muscel / ansamblu anonim (Categorie: locuire civilă) (Tip: Așezare)                                               | sat Muscel, comuna Viperești              |                        | Monteoru                                           |            |            | Încărcați imagine | Raportați eroare |
| 49867.01.01 (Cod LMI: BZ-I-s-B-02245)    | Tell-ul Gumelnița de la Maxenu / ansamblu anonim (Categorie: locuire civilă) (Tip: Tell)                                                  | sat Macxenu, comuna Țintești              |                        | Gumelnița                                          |            |            | Încărcați imagine | Raportați eroare |
| 49867.02.01 (Cod LMI: BZ-I-s-B-02246)    | Așezarea Latene de la Maxenu - "Derii de Sus" / ansamblu anonim (Categorie: locuire civilă) (Tip: Așezare)                                | sat Macxenu, comuna Țintești              | Derii de Sus           | dacilor liberi sec. III p. Chr.                    |            |            | Încărcați imagine | Raportați eroare |
| 47462.01.01 (Cod LMI: BZ-I-s-B-02247)    | Așezarea Latene de la Merei - "Dealul Călugărului" / ansamblu anonim (Categorie: locuire civilă) (Tip: Așezare)                           | sat Merei, comuna Merei                   | sub Dealul Călugărului | geto-dacică sec. II - I a. Chr.                    |            |            | Încărcați imagine | Raportați eroare |
| 47970.01.01 (Cod LMI: BZ-I-m-B-02248.09) | Situl arheologic de la Mlăjet - "Lunca Topilei" / ansamblu anonim (Categorie: locuire) (Tip: Necropolă)                                   | sat Mlăjet, oraș Nehoiu                   | Lunca Topilei          |                                                    |            |            | Încărcați imagine | Raportați eroare |
| 47970.01.02 (Cod LMI: BZ-I-m-B-02248.07) | Situl arheologic de la Mlăjet - "Lunca Topilei" / ansamblu anonim (Categorie: locuire) (Tip: Așezare)                                     | sat Mlăjet, oraș Nehoiu                   | Lunca Topilei          | geto-dacică sec. IV - I a. Chr.                    |            |            | Încărcați imagine | Raportați eroare |
| 47970.01.03 (Cod LMI: BZ-I-m-B-02248.08) | Situl arheologic de la Mlăjet - "Lunca Topilei" / ansamblu anonim (Categorie: locuire) (Tip: Necropolă)                                   | sat Mlăjet, oraș Nehoiu                   | Lunca Topilei          | geto-dacică sec. IV - I a. Chr.                    |            |            | Încărcați imagine | Raportați eroare |
| 47970.01.04 (Cod LMI: BZ-I-m-B-02248.05) | Situl arheologic de la Mlăjet - "Lunca Topilei" / ansamblu anonim (Categorie: locuire) (Tip: Așezare)                                     | sat Mlăjet, oraș Nehoiu                   | Lunca Topilei          | geto-dacică sec. I                                 |            |            | Încărcați imagine | Raportați eroare |
| 47970.01.05 (Cod LMI: BZ-I-m-B-02248.06) | Situl arheologic de la Mlăjet - "Lunca Topilei" / ansamblu anonim (Categorie: locuire) (Tip: Necropolă)                                   | sat Mlăjet, oraș Nehoiu                   | Lunca Topilei          | geto-dacică sec. I                                 |            |            | Încărcați imagine | Raportați eroare |
| 47970.01.06 (Cod LMI: BZ-I-m-B-02248.03) | Situl arheologic de la Mlăjet - "Lunca Topilei" / ansamblu anonim (Categorie: locuire) (Tip: Așezare)                                     | sat Mlăjet, oraș Nehoiu                   | Lunca Topilei          | sec. XI - XII                                      |            |            | Încărcați imagine | Raportați eroare |
| 47970.01.07 (Cod LMI: BZ-I-m-B-02248.04) | Situl arheologic de la Mlăjet - "Lunca Topilei" / ansamblu anonim (Categorie: locuire) (Tip: Necropolă)                                   | sat Mlăjet, oraș Nehoiu                   | Lunca Topilei          | sec. XI - XII                                      |            |            | Încărcați imagine | Raportați eroare |
| 47970.01.08 (Cod LMI: BZ-I-m-B-02248.01) | Situl arheologic de la Mlăjet - "Lunca Topilei" / ansamblu anonim (Categorie: locuire) (Tip: Așezare)                                     | sat Mlăjet, oraș Nehoiu                   | Lunca Topilei          | sec. XVI - XIX                                     |            |            | Încărcați imagine | Raportați eroare |
| 47970.01.09 (Cod LMI: BZ-I-m-B-02248.02) | Situl arheologic de la Mlăjet - "Lunca Topilei" / ansamblu anonim (Categorie: locuire) (Tip: Necropolă)                                   | sat Mlăjet, oraș Nehoiu                   | Lunca Topilei          | sec. XVI - XIX                                     |            |            | Încărcați imagine | Raportați eroare |
| 49590.01.01 (Cod LMI: BZ-I-m-B-02249.03) | Situl arheologic de la Moisica / ansamblu anonim (Categorie: locuire civilă) (Tip: Așezare)                                               | sat Moisica, comuna Smeeni                |                        |                                                    |            |            | Încărcați imagine | Raportați eroare |
| 49590.01.02 (Cod LMI: BZ-I-m-B-02249.02) | Situl arheologic de la Moisica / ansamblu anonim (Categorie: locuire civilă) (Tip: Așezare)                                               | sat Moisica, comuna Smeeni                |                        | sec. XII - V                                       |            |            | Încărcați imagine | Raportați eroare |
| 49590.01.03 (Cod LMI: BZ-I-m-B-02249.01) | Situl arheologic de la Moisica / ansamblu anonim (Categorie: locuire civilă) (Tip: Așezare)                                               | sat Moisica, comuna Smeeni                |                        | Sântana de Mureș - Cerneahov sec. III - IV p. Chr. |            |            | Încărcați imagine | Raportați eroare |
| 49590.02.01 (Cod LMI: BZ-I-s-B-02250)    | Așezarea medievală de la Moisica / ansamblu anonim (Categorie: locuire civilă) (Tip: Așezare)                                             | sat Moisica, comuna Smeeni                |                        | Dridu sec. IX - X                                  |            |            | Încărcați imagine | Raportați eroare |
| 47827.01.01 (Cod LMI: BZ-I-s-B-02251)    | Tell-ul Gumelnița de la Murgești - "La Purcăreața" / ansamblu anonim (Categorie: locuire civilă) (Tip: Tell)                              | sat Murgești, comuna Murgești             |                        | Gumelnița                                          |            |            | Încărcați imagine | Raportați eroare |